# John Floyd (1er baronnet)
Pour les articles homonymes, voir John Floyd.
John William Floyd, 1er baronnet (22 février 1748-10 janvier 1818), est un officier britannique de cavalerie.

## Biographie
Né le 22 février 1748, il est l'aîné des enfants du capitaine John Floyd et de Mary Floyd (née Bate).
Il est nommé, le 5 avril 1760, comme cornet dans le Eliott's Light Horse, un régiment récemment levé qui devient le 15th The King's Hussars. Il est nommé lieutenant le 20 avril 1763 et capitaine-lieutenant le 20 mai 1770. Il est nommé capitaine le 25 mai 1772 dans le 15e (The King's) Regiment of (Light) Dragoons et major du 21st Light Dragoons le 5 mai 1779. Le 24 septembre 1779, il est nommé lieutenant-colonel du régiment de cavalerie nouvellement formé pour le service en Inde, appelé 23rd Light Dragoons, et rebaptisé plus tard 19th Light Dragoons. Il est nommé colonel le 18 novembre 1790.
Il est nommé commandant de toutes les unités de cavalerie et militaires sur la côte de l'Inde par Charles Cornwallis en 1790. Lors de la troisième guerre anglo-mysore (1790-1792), il mène des forces de cavalerie contre Tipû Sâhib, dont une défaite notable au cours de laquelle il perd 300 chevaux juste avant le siège de Bangalore en 1791.
Il est promu major-général le 5 octobre 1794 et nommé colonel du 23rd Light Dragoons le 14 septembre 1800. Le 1er janvier 1801, il est nommé lieutenant-général. Il est transféré comme colonel au 8th Light Dragoons le 13 septembre 1804 et nommé général le 1er janvier 1812.
En 1800, il retourne en Angleterre, puis sert pendant quelques années dans l'état-major général en Irlande. Floyd est fait baronnet en 1816. Il meurt subitement de la goutte au début de 1818.
Il épouse Rebecca Juliana Darke, fille de Charles Darke de Madras, et se remarie à Anna Morgell, fille de Crosbie Morgell du comté de Kerry, veuve de Sir Barry Denny, 2e baronnet. De sa première épouse, il a trois enfants, dont Julia Peel, épouse de Sir Robert Peel.